# Samuel John Atlee
Samuel John Atlee (* 1739 in Trenton, Provinz New Jersey; † 25. November 1786 in Philadelphia, Pennsylvania) war ein britisch-amerikanischer Politiker. Zwischen 1778 und 1782 war er Delegierter für Pennsylvania im Kontinentalkongress.

## Werdegang
Samuel Atlee wurde privat unterrichtet. Im Jahr 1745 kam er mit seiner Mutter Jane Alcock Atlee nach Lancaster in Pennsylvania. Er begann ein Jurastudium, das er aber abbrach, um am Siebenjährigen Krieg (1756–1763) teilzunehmen. Dabei stieg er bis zum Hauptmann der Miliz von Lancaster auf. Er nahm an mehreren Feldzügen und Schlachten teil. Ob er dann sein Jurastudium fortsetzte und als Jurist arbeitete, ist nicht überliefert.
In den 1770er Jahren schloss er sich der Revolutionsbewegung an. Während des Unabhängigkeitskrieges  war er Oberst der amerikanischen Streitkräfte. Bei der Verteidigung von New York City geriet er in britische Gefangenschaft, in der er zwischen August 1776 und Oktober 1778 verblieb. Dann kam er durch einen Gefangenenaustausch frei. Zwischen 1778 und 1782 vertrat er den Staat Pennsylvania im Kontinentalkongress. In den Jahren 1782, 1785 und 1786 gehörte er dem Repräsentantenhaus von Pennsylvania an. Darüber hinaus war er Mitglied der Society of the Cincinnati und eines Ausschusses, der mit den Indianern über Landfragen verhandeln sollte. Samuel Atlee starb am 25. November 1786 in Philadelphia, während einer Sitzung des Staatsparlaments.